# 坎纳拉
坎纳拉（義大利語：Cannara），是意大利佩鲁贾省的一个市镇。总面积32.65平方公里，人口4272人，人口密度130.8人/平方公里（2009年）。ISTAT代码为054006。